# Runenstein der Mariakirken
Koordinaten: 58° 58′ 11,7″ N, 5° 43′ 59,6″ O

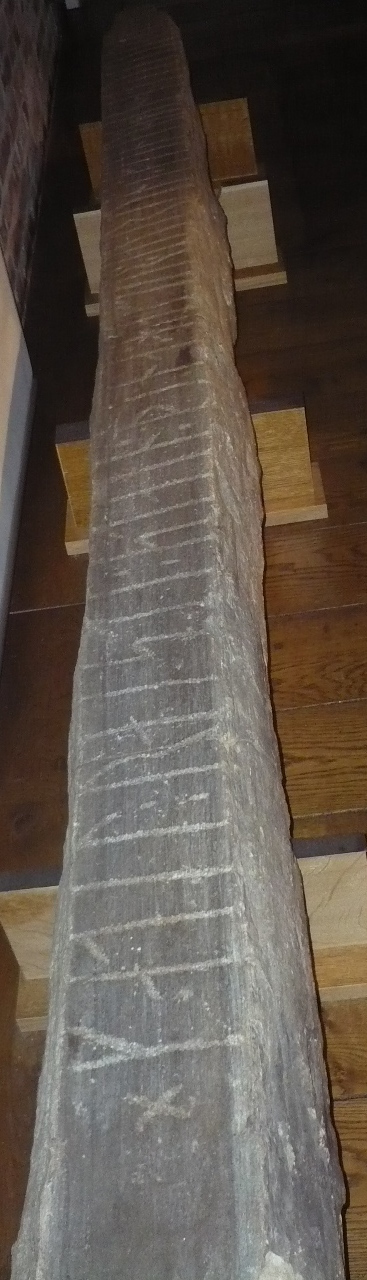
Der Runenstein aus der Mariakirken, heute im Arkeologisk museum von Stavanger

Der Runenstein der Mariakirken von Stavanger (N 251) in der Fylke Rogaland in Norwegen wurde im Jahr 1883 bei einer Restaurierung gefunden. Der Runenstein lag im Fundament der Kirche und stammt wahrscheinlich von einer Bestattung um 1000 n. Chr. und wurde um 1275 hierher verbracht, als die Kirche erbaut wurde. Die abgetragene Kirche befand sich in der Nähe der Stavanger Domkirke und des Domplatzes. Die Lage der Kirche ist mittels ihrer Grundmauer markiert, die aber nicht die ursprüngliche ist.
Der Stein hat einen rechteckigen Querschnitt und ist etwa 4,0 m lang und 20 cm breit und dick, mit glatten Seiten und einer abgerundeten Spitze. Die Runeninschrift im jüngeren Futhark enthält sowohl Kurzast- als auch Langast-Runen. Die Runeninschrift im Runensteinstil RAK lautet: „Ketil errichtete diesen Stein zum Gedenken an Jorunn, seine Frau, Utyrmes Tochter.“